# Чирвоный Аратый
Чирвоный Аратый, Красный Пахарь (бел. Чырво́ны Ара́ты; до 1920 — Двор) — упразднённый посёлок в Хойникском районе Гомельской области Беларуси. Входил в состав Поселичского сельсовета.

## География

### Расположение
В посёлке нет жилых домов (2004 год).

## Экология и природа
В связи с радиационным загрязнением после катастрофы на Чернобыльской АЭС жители переселены в места не загрязнённые радиацией.

## История
Первоначальное название этого посёлка советского времени — Двор, ибо основан он на землях бывшего двора Корчёвое (фольварка). Последний известен из шляхетских ревизий 1811 и 1816 г., тогда принадлежал пожизненно ротмистру Кобринского повета Яну, сыну Казимира, Арлицкому, которому дарован за преданную службу владелицей Хойникского имения «графиней» Людвикой, из князей Шуйских, Прозор (Ян Арлицкий был доверенным лицом её мужа Кароля).
В 1920 году посёлок получил название Красный Пахарь.
С 8 декабря 1926 года в Поселичском сельсовете Хойникского района Речицкого, с 9 июня 1927 года Гомельского округов, с 20 февраля 1938 года Полесской, с 8 января 1954 года Гомельской областей.
В составе колхоза «Світанне».
В 1959 году посёлок в Заболотском сельсовете, 86 жителей; до 30 июня 1966 года в составе Небытовского сельсовета; в 1970 году — в Поселичском сельсовете, 70 жителей.

## Население

### Численность
- 2004 год — жителей нет.

### Динамика
- 1926 год — 15 дворов, 75 жителей.
- 1959 год — 86 жителей (согласно переписи).
- 1970 год — 70 жителей.
- 2004 год — жителей нет.